# 奧伊布爾斯科耶湖
45°17′0″N 33°3′50″E / 45.28333°N 33.06389°E
奧伊布爾斯科耶湖（俄语：Ойбурское озеро），是俄羅斯的湖泊，位於該國西南部，由克里米亞負責管轄，長4公里、寬1.5公里，面積5平方公里，集水區面積92平方公里，平均水深2米，最大水深3.9米。